# Cắt ngực cam
Cắt ngực cam (danh pháp hai phần: Falco deiroleucus) là một loài chim thuộc chi Cắt trong họ Cắt. Loài này có thể có quan hệ họ hàng gần và trông giống như cắt dơi nhưng to lớn hơn. Cả hai loài này có lẽ có quan hệ họ hàng gần nhất với cắt Aplomado và chúng tạo thành một dòng các loài cắt Mỹ.
Nó được tìm thấy từ miền nam Mexico tới miền bắc Argentina. Nó có kích thước trung bình dài 35–40 cm (14-16 inch) và trọng lượng 325-700 gam (11,5 oz - 1,5 lbs). Đây là một loài săn chim, với móng vuốt khỏe cho phép nó bắt mồi trong khi bay.